# Robert Joseph Pothier
Robert Joseph Pothier (Orleans, 9 de enero de 1699-ibídem, 2 de marzo de 1772) fue un jurista francés. Sus tratados, relativos a diversas materias del Derecho civil, ejercieron una influencia directa y considerable sobre la redacción del Código Civil francés de 1804, de modo que una buena parte de sus escritos se incluyeron sin apenas modificaciones como parte del articulado.

## Biografía
Nació, vivió y murió en la ciudad de Orleans, en la Región del Loira, Francia. Educado en el seno de una familia de magistrados, acaba muy joven sus estudios jurídicos, y accede al puesto de Consejero del Presidial de Orleans (Tribunal que en ciertas materias juzgaba en única instancia). Desde 1749 fue profesor de Derecho Francés en dicha ciudad, consagrando toda su vida a la práctica, enseñanza y estudio del Derecho.
La inquietud jurídica de Pothier, que abarcaba tanto el Derecho Romano como el Canónico y el Consuetudinario, se concentró muy pronto en este último campo, como demuestra su Coutume D'Orleans, avec des observations nouvelles (Costumbres de Orleans con nuevas observaciones; 1740). Sin embargo, la preocupación por insertar el Derecho dentro de unos esquemas racionalistas le lleva a publicar seguidamente Pandectae Justinianee in novum ordinem digestae (Pandectas de Justiniano dispuestas en un nuevo orden; 1748-52), con las que trataba de corregir la irracional disposición de los pasajes del Digesto. Esta tendencia a uniformizar y racionalizar, trasladada al Derecho francés, supuso, en consecuencia, el intento de superar la antítesis entre el Derecho escrito y el consuetudinario del sur y norte de Francia, e igualmente de conseguir unos principios fundamentales que fueran comunes al diverso y múltiple material jurídico francés. 
Con esta finalidad surge de su pluma una copiosa serie de monografías, que encabeza el célebre Traité des Obligactions (Tratado de las Obligaciones; 1761-64), seguido por otros tratados sobre derecho de comunidad, derecho de habitación, dominio, propiedad, posesión, prescripción y, en especial, sobre contratos (de venta, constitución de renta, arrendamiento, sociedad, depósito, mandato, aleatorios, etc). Pothier dejó sentadas las bases para la unificación legislativa del Derecho Civil francés, influyendo con posterioridad en la formación del Código Civil de Napoleón.
También tuvo gran influencia en el desarrollo de la ley de contratos en Inglaterra y los Estados Unidos.

## Homenajes
Robert Joseph Pothier tiene su estatua en el Capitolio en Washington. La ciudad de Orleans también ha honrado con una estatua de Vital-Dubray. En 1920, la escuela de Orlean cambió su nombre a escuela Porthier; el auditorio de la Facultad de Derecho de la ciudad también fue nombrado en su honor.

## Obra

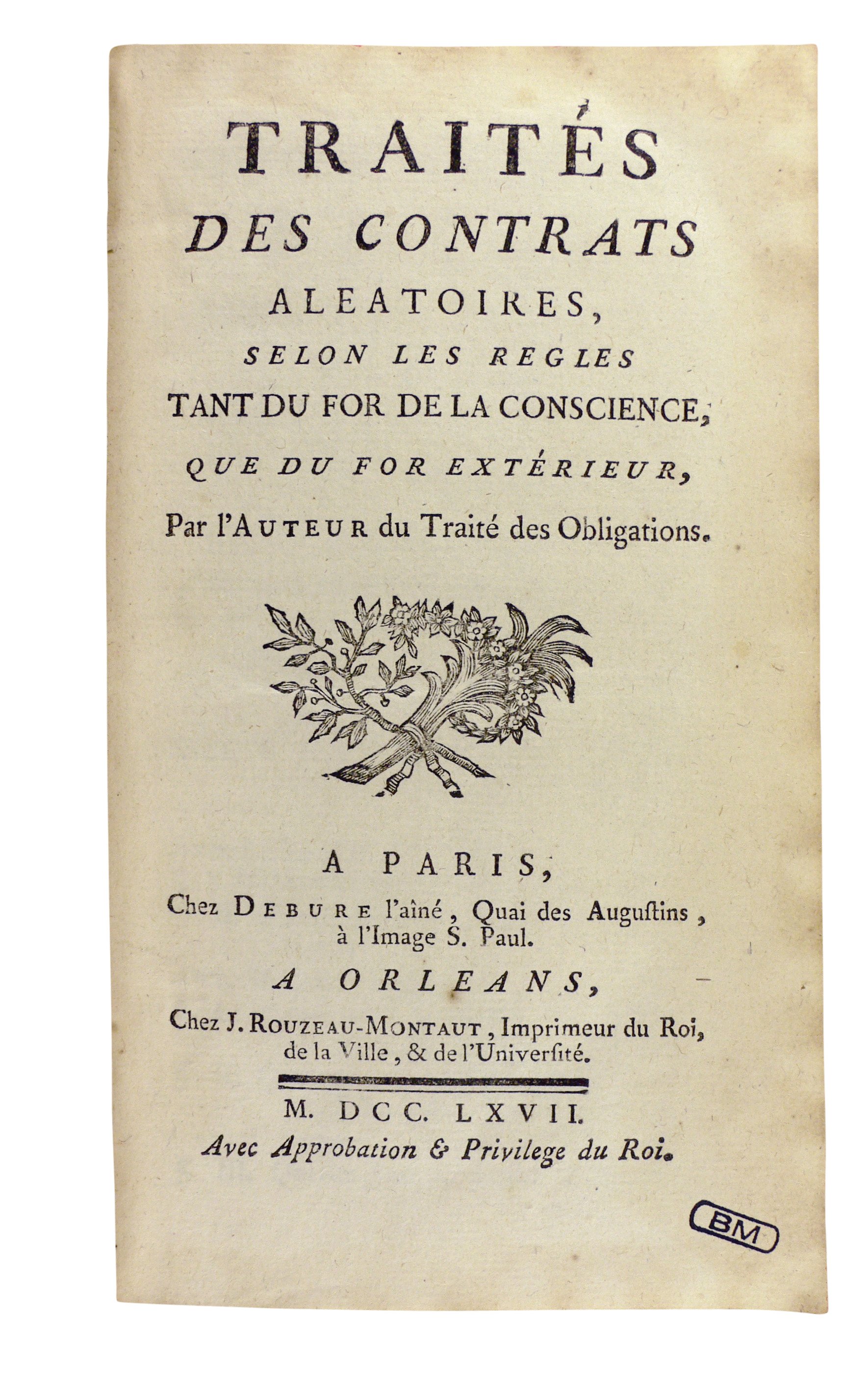
Traités des contrats aléatoires, 1767.

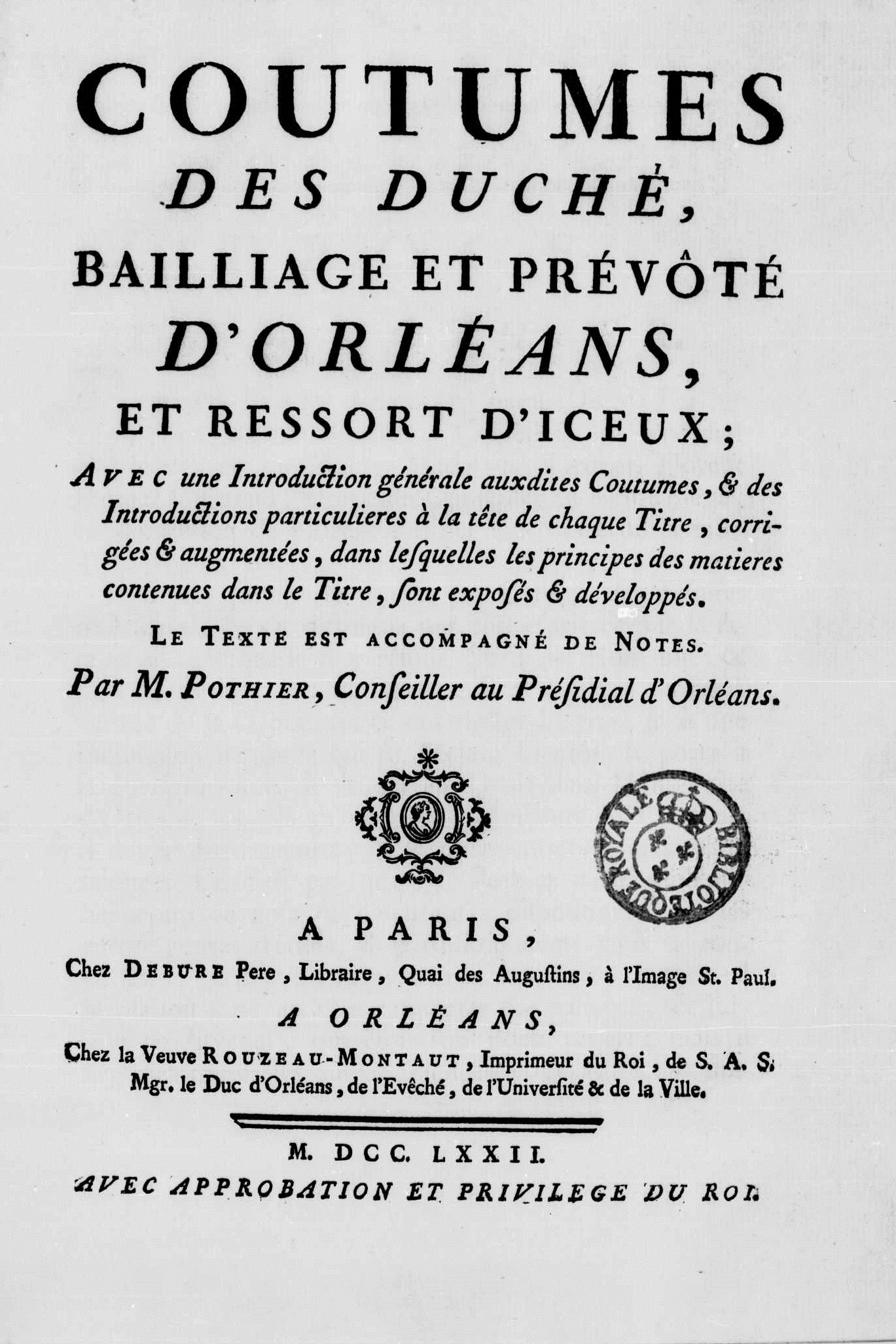
Coutumes des duchè, bailliage et prévôté d'Orléans, et ressort d'iceux, 1772

- Coutume d'Orléans, Orléans, 1740; 1760.
  - Coutumes des duchè, bailliage et prévôté d'Orléans, et ressort d'iceux (en francés). Paris: Jean Debure. 1772.
- Pandectae Justinianee in novum ordinem digestae (1748)
- Traité des obligations (1761)
- Du Contrat de vente (1762)
- Du Contrat de bail (1764)
- Du Contrat de société (1765)
- Des Contrats de prêt de consomption (1766)
- Du Contrat de depot et de mandat (1766)
- Du Contrat de nantissement (1767)